# Schienenkreuzfahrt
Als Schienenkreuzfahrt bezeichnet man eine schienengebundene Erkundungs-, Vergnügungs- oder Urlaubsfahrt. Häufig finden diese mit einem besonders komfortablen Zug statt, der entlang einer touristisch interessanten Streckenführung fährt oder (auch) an verschiedenen touristisch interessanten Zielen hält. Der Begriff „Schienenkreuzfahrt“ leitet sich von der Kreuzfahrt auf dem Meer ab. Kreuzfahrten auf der Schiene sind touristische Bahnreisen in Zügen mit hotelartiger Ausstattung wie Schlafabteilen, Restaurants und Aufenthaltsräumen. Außerdem werden sie auch dadurch charakterisiert, dass sie neben der hotelartigen Ausstattung Möglichkeiten zur Landerkundung bieten. Das Verkehrsmittel ist, wie auch bei der Schiffskreuzfahrt, Hauptbestandteil der Reise und Grundlage für das touristische Erlebnis.

## Historische Entwicklung
Infolge der weltweiten Entwicklung der Eisenbahn im 19. Jahrhundert konnten Reisen durch höhere Geschwindigkeiten wesentlich verkürzt werden. 40 Jahre nach der Einweihung der ersten Eisenbahnstrecke in England wurde 1864 der erste Schlafwagenzug in Amerika von dem Eisenbahnunternehmer Pullman gebaut. Bereits drei Jahre später entwickelte Pullman den Schlafwagenzug als Hotelzug weiter, indem er zu den Schlafwagen auch Speisewagen hinzufügte. Nach Europa gelangte die Idee, schlafend Strecken zu überwinden, durch den Belgier Georges Nagelmackers, der 1867 für ein Jahr nach Amerika ging und auf seiner Reise durch das Land die Pullman-Schlafwagen kennenlernte. 1876 wurde die Compagnie Internationale des Wagons-Lits (CIWL) gegründet. Die Geschichte des Orient-Express der CIWL begann 1883. Ausgestattet mit je zwei Schlafwagen und Gepäckwagen sowie einem Speisewagen ging die erste Reise von Paris nach Konstantinopel.
Bis zum Ersten Weltkrieg vergrößerte sich die CIWL zunehmend und betrieb 1913 bereits 31 Luxuszüge. Nach dem Ersten Weltkrieg wurden die Fahrten der Luxuszüge wieder aufgenommen. Zunächst als Ersatz des seit Kriegsbeginn eingestellten Orient-Expresses, der einige Jahre später ebenfalls wieder eingeführt wurde, führte die CIWL 1919 unter Benutzung des Simplon-Tunnels den Simplon-Orient-Express ein. Während des Zweiten Weltkrieges wurde die CIWL teilweise unter deutsche Zwangsverwaltung gestellt. Die Luxuszüge der CIWL, wie beispielsweise der Nord-Express oder der Süd-Express, gehörten vor 1939 zu den schnellsten Zügen Europas.
Auch außerhalb Europas, in den europäischen Kolonien, entstanden im Laufe der Zeit Luxuszüge, wie z. B. in Indien. Die englische Kolonialzeit in Indien hat diesem Land zum Bau von Eisenbahnstrecken verholfen, und Ende der 1880er Jahre wurden Luxuszüge für die Maharadschas gebaut. Deren komfortable Waggons durften mit einer Sondergenehmigung an die regulären Züge anhängt werden, sodass die indischen Fürsten besonders bequem und schnell verreisen konnten. Die indischen Maharadschas verloren nach der englischen Kolonialzeit und der indischen Unabhängigkeit ihre Macht. 1970 mussten sie unter Indira Gandhi ihre Privilegien abgeben, die auch ihre Paläste und Luxuszüge betrafen. Die Waggons wurden außer Dienst gestellt und erst in den 80er Jahren zu neuen Zügen zusammengefügt: Unter Nachbildung der Originalwagen wurde so etwa der Palace on Wheels geschaffen.
Da nach dem Zweiten Weltkrieg die Nachfrage immer weiter sank, wurden die Züge nach und nach eingestellt. Erst seit ca. 1980 wurden weltweit die Züge wiederentdeckt, renoviert und neu zusammengefügt, diesmal nicht als schnelle Reisemöglichkeit, sondern primär als komfortables und auf das Reiseerlebnis ausgerichtetes Angebot. Diese Züge sind zum Großteil noch heute in Betrieb.

## Angebote
Zur Abgrenzung der Anbieter von Schienenkreuzfahrten gegenüber sonstigen Anbietern touristischer Bahnreisen lässt sich der Gesamtmarkt touristischer Bahnreise-Anbieter in Anbieter von Bahnreisen ohne Übernachtung, Anbieter von Bahnreisen mit Schlafwagen- oder Hotelübernachtung und Anbieter von Kreuzfahrten unterteilen. Diese drei Kategorien können auch als Panoramazüge, Abenteuerzüge und Luxuszüge bezeichnet werden. Inzwischen werden Schienenkreuzfahrten auf allen Kontinenten angeboten. Bekannte Züge sind:
- Classic Courier (von Deutschland über Polen nach Kaliningrad (ehem. Ostpreußen))[11]
- Eastern and Oriental Express (zwischen Singapur und Bangkok sowie verschiedene Routen in Thailand)
- El Transcantábrico (nördliches Spanien)
- Palace on Wheels (Indien)
- Pride of Africa (südliches Afrika)
- Shongololo-Express (verschiedene Routen im südlichen Afrika)
- Royal Canadian Pacific (Kanada)
- Royal Scotsman (Strecken durch die schottischen Highlands)
- The Ghan (in Australien von Darwin nach Adelaide)
- Tren Al Andalus (südliches Spanien)
- Tren Crucero (in Ecuador zwischen Guayaquil und Quito)
- Venice Simplon-Orient-Express (verschiedene Routen durch Europa)

- Russische Eisenbahnen bieten einen Extra-Service für interessierte Touristengruppen an.[12]

## Zielgruppe
Die Nachfrager nach Schienenkreuzfahrten sind wohlhabende Kunden. Sie erwarten von Personal und Management einen ausgezeichneten Service. Das Durchschnittsalter der Zielgruppe liegt zwischen 50 und 60 Jahren. Je nach angefahrenem Ziel stammen 45–60 % der Passagiere aus Europa, insbesondere aus Großbritannien und Deutschland, der restliche Quellmarkt ist hauptsächlich die USA. Der Neukundenanteil liegt jährlich bei 80 %. Auch Schiffskreuzfahrtpassagiere zeigen vermehrt Interesse an Schienenkreuzfahrten.

## Eingesetzte Züge
Häufig werden besondere Züge eingesetzt. Dabei handelt es sich oft um historische, wieder instand gesetzte Garnituren mit Schlafwagen, Speisewagen und Salonwagen (beispielsweise im historischen Venice-Simplon-Orient-Express, dem ehemaligen Regierungssonderzug der DDR oder speziell von Bahngesellschaften für Schienenkreuzfahrten angeschaffte Garnituren wie dem Belarus-Kurier der belarussischen Eisenbahngesellschaft „Belaruskaja tschyhunka“) bzw. dem Pride of Africa einmal im Jahr von Kapstadt nach Daressalam und zurück. Die Züge werden entweder von einem Reiseveranstalter für Reisegruppen angemietet oder sind für Einzelreisende als Pauschalreise buchbar.

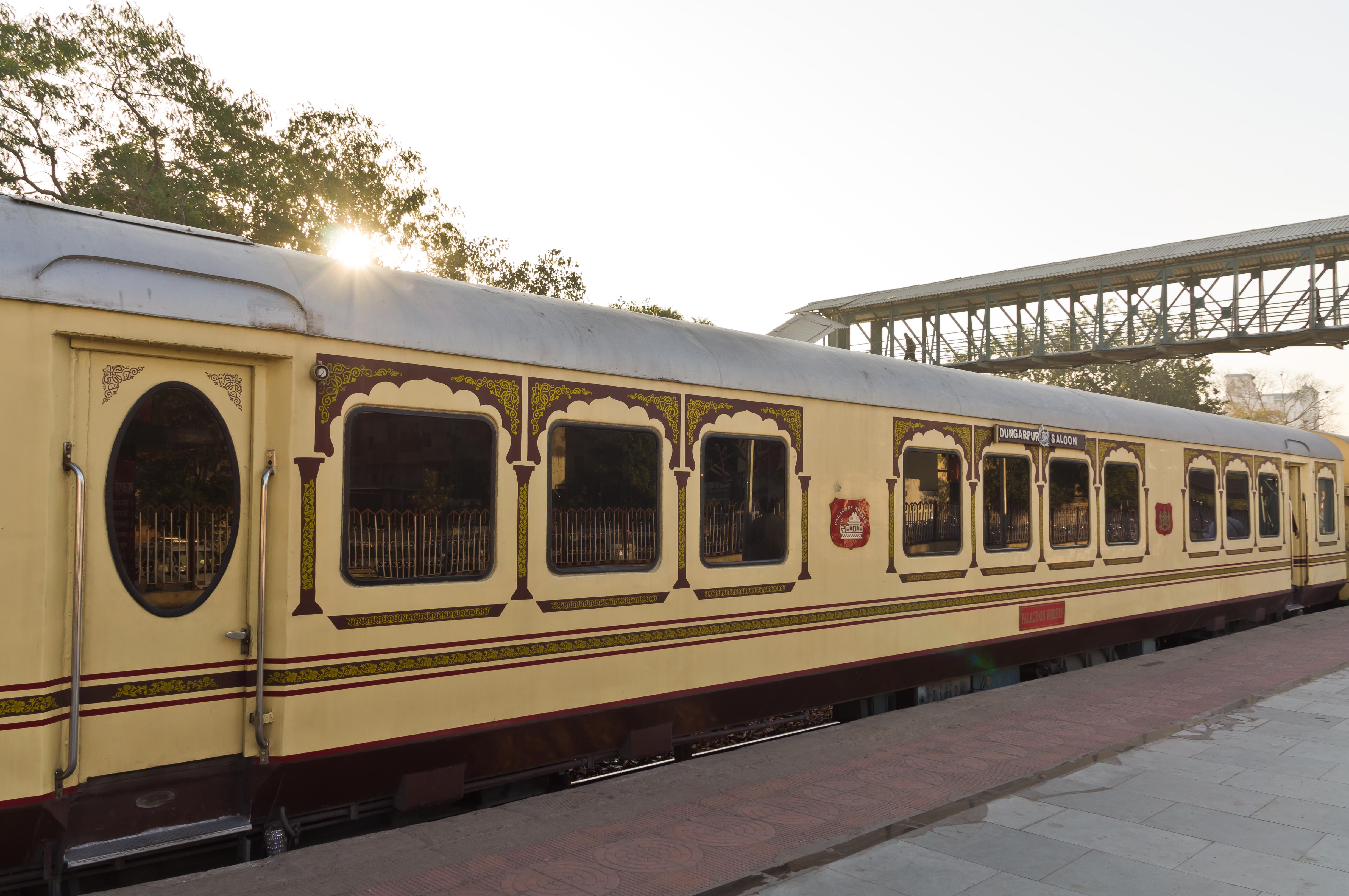
Ein Wagen des Palace on Wheels am Morgen in Jaipur

### Zugausstattung
Die Züge unterscheiden sich in ihrer Länge und in ihrer Ausstattung voneinander. Sie bestehen meistens aus Schlafwagen und Restaurant. In Zügen gibt es, im Unterschied zu Kabinen auf Kreuzfahrtschiffen, nur Abteile mit Fenstern. Innenkabinen sind auf Grund der Bauweise von Zügen nicht vorhanden. Die Abteile sind in jedem Zug unterschiedlich groß und haben verschiedene Ausstattungen. Die Größe reicht von 2,8 m² bis zu 16 m². Die meisten Abteile sind entweder als Suiten oder Doppelabteile mit zwei getrennt stehenden oder übereinander angeordneten Betten ausgebaut. Je größer ein Abteil ist, desto besser ist in der Regel die Ausstattung und desto höher ist auch der Preis.

### Leistungen
Leistungen können Transfers vom Flughafen zum Bahnhof, Ausflüge und die Verpflegung im Zug beinhalten. Dabei entscheiden die Unternehmen, welche Leistungen als Bestandteil des ganzen Produktes angeboten werden. In der Regel ist die Anreise nicht als Leistung in der Reise enthalten. Die Verpflegung ist meist in Form von Vollpension, wobei in den Luxuszügen häufig auf eine elegante Erscheinung in Abendkleidung während der Mahlzeiten geachtet wird. In den meisten Zügen werden Ausflüge wie Stadtbesichtigung, kulturelle Sehenswürdigkeiten oder Safaris angeboten.

## Passagierrechte
Bei Schienenkreuzfahrten haben Passagiere – wie bei allen Bahnreisen – bestimmte Fahrgastrechte. Werden diese verletzt, liegt ein Reisemangel vor, der den Passagier ggf. zu Ersatzansprüchen berechtigt.